# 格奧爾格一世 (霍恩洛厄-瓦爾登堡)
格奧爾格一世（德語：Georg I. von Hohenlohe-Waldenburg，1488年1月17日—1551年3月16日），霍恩洛厄家族成員，克拉夫特六世之子。

## 家庭
1514年，格奧爾格與普拉謝迪絲·馮·蘇爾茲（Praxedis von Sulz）結婚，兩人共有1子1女：
1. 路德維希·卡西米爾（1517年—1568年）
2. 安娜（1520年—1594年）

1529年，格奧爾格與海倫·馮·瓦爾登堡（Helene von Waldburg）結婚，兩人共有1子3女：
1. 萬德爾芭（1532年—約1568年）
2. 埃伯哈德（1535年—1570年）
3. 費莉齊塔絲（1538年—1601年）
4. 多蘿西亞（1541年—1581年）